# Leucopteryx
Leucopteryx este un gen de molii din familia Saturniidae. 

## Specii
- Leucopteryx ansorgei (Rothschild, 1897)
- Leucopteryx mollis (Butler, 1889)